# نیکولا آدامز

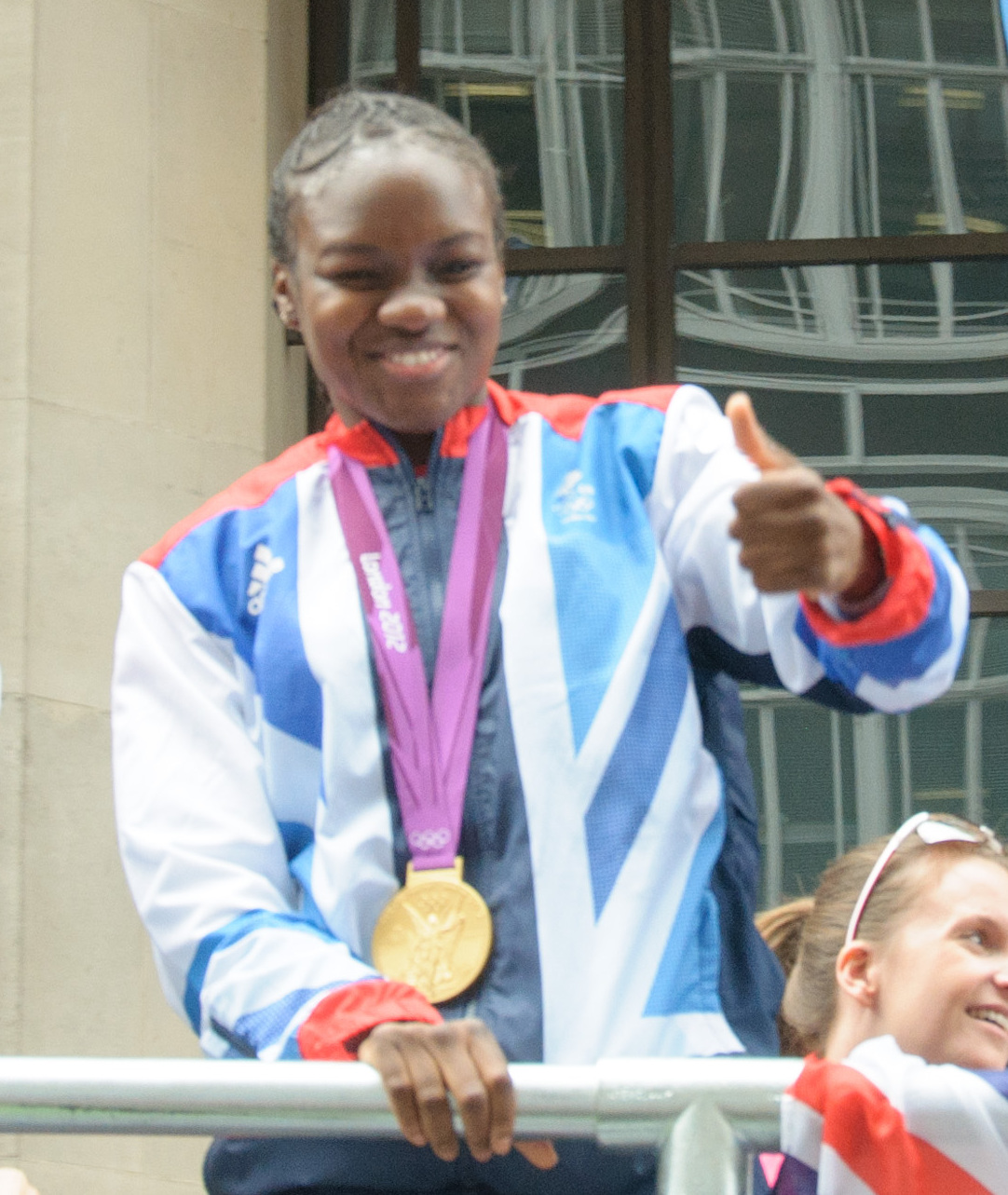
نیکولا آدامز - ۲۰۱۲

نیکولا آدامز (انگلیسی: Nicola Adams؛ زادهٔ ۲۶ اکتبر ۱۹۸۲ یک بوکسور اهل بریتانیا است.
آدامز برنده مدال طلا در بازی‌های المپیک تابستانی ۲۰۱۶ است. وی در بازیهای المپیک لندن نیز موفق به کسب مدال طلا شده بود.